# Enuka Okuma
Enuka Okuma (Vancouver, 20 settembre 1976) è un'attrice canadese.

## Biografia
Con più di 45 ruoli televisivi al suo attivo, Enuka Okuma è meglio conosciuta al pubblico come Traci Nash, il poliziotto novellino, nella serie di successo della ABC estate, Rookie Blue. Tre volte candidata al premio Gemini (equivalente canadese per l'Emmy), questa attrice ha vinto il premio illustre Artistic Merit Award nel Film Vancouver nel 1999, che è un premio dato al interprete donna la cui opera è di alto valore artistico al Vancouver International Film Festival.
Enuka è apparsa in una serie di Serie TV di successo tra cui Grey's Anatomy, Medium, 24, e Cold Case - Delitti irrisolti, e ha condiviso il grande schermo con molti attori famosi di Hollywood, tra cui Tommy Lee Jones in Colpevole d'innocenza (1999), Ben Affleck in Trappola criminale (2000), e Jon Hamm in Stolen - Rapiti. Presto, Enuka si vedrà al fianco di Tom Hanks e Julia Roberts nel film L'amore all'improvviso - Larry Crowne, scritto e diretto da Tom Hanks (2011). Enuka ha scritto, diretto e prodotto il cortometraggio Cookie, interpretato da Jennifer Finnigan e Jonathan Silverman.

## Filmografia

### Attrice

#### Cinema
- Colpevole d'innocenza (Double Jeopardy), regia di Bruce Beresford (1999)
- Daydrift, regia di Ryan Bonder (1999)
- Trappola criminale (Reindeer Games), regia di John Frankenheimer (2000)
- How to Kill Your Neighbor's Dog, regia Michael Kalesniko (2000)
- Josie and the Pussycats, regia di Harry Elfont e Deborah Kaplan (2001)
- Sea, regia di Andrew Williamson (2001)
- Suddenly Naked, regia di Anne Wheeler (2001)
- House of the Dead, regia di Uwe Boll (2003)
- Stolen - Rapiti (Stolen Lives), regia di Anders Anderson (2009)
- L'amore all'improvviso - Larry Crowne (Larry Crowne), regia di Tom Hanks (2011)
- La battaglia dei sessi (Battle of the Sexes), regia di Jonathan Dayton e Valerie Faris (2017)
- Are You My Mommy, regia di Gavin Michael Booth - cortometraggio (2018)
- L'ultimo colpo di mamma (The Sleepover), regia di Trish Sie (2020)
- Eat Wheaties!, regia di  Scott Abramovitch (2020)
- Fear of Rain, regia di Castille Landon (2021)
- Woman Meets Girl, regia di Murry Peeters - cortometraggio (2023)

#### Televisione
- MacGyver - serie TV, episodio 6x03 (1990)
- Hillside - serie TV, 13 episodi (1991)
- Una mamma per Jessie (No Child of Mine), regia di Michael Katleman - film TV (1993)
- Northwood - serie TV, 13 episodi (1993-1994)
- Madison - serie TV, 5 episodi (1993-1997)
- Per amore di Nancy (For the Love of Nancy), regia di Paul Schneider - film TV (1994)
- Una figlia contro (Fighting for My Daughter), regia di Peter Levin - film TV (1995)
- Il matto di Notre Dame (The Halfback of Notre Dame), regia di René Bonnière - film TV (1996)
- Un desiderio è un desiderio (The Christmas List), regia di Charles Jarrott - film TV (1997)
- Inseguimento mortale (The Hunted), regia di Stuart Cooper - film TV (1998)
- Il corvo (The Crow: Stairway to Heaven) - serie TV, episodio 1x02 (1998)
- Traders - serie TV, episodio 4x04 (1998)
- Night Man - serie TV, 3 episodi (1998-1999)
- Da Vinci’s Inquest - serie TV, 4 episodi (1998-2002)
- First Wave - serie TV, episodio 1x18 (1999)
- G-Saviour, regia di Graeme Campbell - film TV (1999)
- The City - serie TV, 5 episodi (1999-2000)
- The Dinosaur Hunter, regia di Rick Stevenson - film TV (2000)
- Avventure ad High River (Caitlin's Way) - serie TV, episodio 2x07 (2000)
- Big Sound - serie TV, episodio 1x01 (2000)
- These Arms of Mine - serie TV, 2 episodi (2000-2001)
- Andromeda - serie TV, episodio 2x05 (2001)
- MythQuest - serie TV, episodio 1x12 (2001)
- Dark Angel - serie TV, episodio 2x13 (2002)
- Odyssey 5 - serie TV, episodio 1x04 (2002)
- The Twilight Zone - serie TV, episodio 1x28 (2003)
- Agente speciale Sue Thomas (Sue Thomas: F.B.Eye) - serie TV, 56 episodi (2002-2005)
- Missing (1-800-Missing) - serie TV, episodio 3x19 (2006)
- Cold Case - Delitti irrisolti (Cold Case) - serie TV, episodio 4x03 (2006)
- Grey's Anatomy - serie TV, episodio 4x07 (2007)
- Las Vegas - serie TV, episodio 5x10 (2007)
- Imperfect Union, regia di Michael Fresco - film TV (2007)
- Backyards & Bullets, regia di Charles McDougall - film TV (2007)
- Spellbound, regia di James Frawley - film TV (2007)
- Under One Roof - serie TV, episodio 1x06 (2008)
- Il diritto di una madre (Playing for Keeps), regia di Gary Harvey - film TV (2009)
- 24 - serie TV, 4 episodi (2009)
- Medium - serie TV, episodio 5x08 (2009)
- The Guard - serie TV, 2 episodi (2009)
- Avvocati a New York (Raising the Bar) - serie TV, episodio 2x05 (2009)
- The Philanthropist - serie TV, episodio 1x08 (2009)
- NCIS: Los Angeles - serie TV, episodio 4x02 (2011)
- Motive - serie TV, episodio 2x12 (2014)
- Rookie Blue - serie TV, 74 episodi (2010-2015)
- Rookie Blue: Webisodes - serie TV, 3 episodi (2013-2014)
- Le regole del delitto perfetto (How to Get Away with Murder) - serie TV, episodio 2x04 (2015)
- The Adversaries, regia di Stephen Gragg - film TV (2015)
- Houdini and Doyle - miniserie TV, episodio 1x03 (2016)
- Slasher - serie TV, 4 episodi (2016)
- Loosely Exactly Nicole - serie TV, episodio 1x03 (2016)
- Masters of Sex - serie TV, episodio 4x04 (2016)
- Spiral - serie TV, 7 episodi (2017)
- Caught - miniserie TV, 5 puntate (2018)
- Un milione di piccole cose (A Million Little Things) - serie TV, 2 episodi (2019)
- The Red Line - serie TV, 6 episodi (2019)
- Impulse - serie TV, 20 episodi (2019-2020)
- Frankie Drake Mysteries - serie TV, episodio 4x08 (2021)
- Workin' Moms - serie TV, 33 episodi (2021-2023)
- S.W.A.T - serie TV, episodio 5x10 (2022)
- Grand Crew - serie TV, episodio 1x09 (2022)

### Doppiatrice

#### Cinema
- Eleven Eleven, regia di Keith Arem (2019)

#### Televisione
- Gundam Wing (Shin kidô senki Gundam W) - serie TV, 25 episodi (1995-1996)
- Gundam Wing: Endless Waltz (Shin kidô senki Gundam W: Endless Waltz) - serie TV, 3 episodi (1997)
- Shadow Raiders - serie TV, 12 episodi (1998-1999)
- Dragon Ball Z - serie TV, 55 episodi (2000-2003)
- Steven Universe - serie TV, 5 episodi (2017-2019)

#### Videogiochi
- Star Wars: The Old Republic - Onslaught (2019)
- Star Wars: The Old Republic - Legacy of the Sith (2022)

### Sceneggiatrice

#### Cinema
- Cookie, regia di Enuka Okuma - cortometraggio (2011)

#### Televisione
- Rookie Blue: Webisodes - serie TV, 2 episodi (2013-2014)
- Rookie Blue - serie TV, episodio 6x07 (2015)
- Workin' Moms - serie TV, 13 episodi (2022)

## Doppiatrici italiane
Nelle versioni in italiano delle opere in cui ha recitato, Enuka Okuma è stata doppiata da:
- Laura Lenghi[3] in Slasher[4], House of the Dead[5], Le regole del delitto perfetto[6], Paradise
- Domitilla D'Amico[7] in Cold Case - Delitti irrisolti[8], Workin’ Moms[9], Tracker[10]
- Chiara Gioncardi ne L'ultimo colpo di mamma[11], NCIS: Los Angeles[12]
- Laura Boccanera[13] in Agente speciale Sue Thomas[14]
- Vanessa Giuliani[15] in Rookie Blue[16]
- Daniela Calò in Motive

Da doppiatrice è sostituita da:
- Stefania Patruno[17] in Gundam Wing[18]
- Debora Magnaghi[19] in Dragon Ball Z[20]
- Chiara Oliviero[21] in Steven Universe[22]